# 思潮作動
《思潮作動》是香港電台第二台通識及文化節目。播放時間為星期一至五晚上8點至9點。主持胡世傑及一眾嘉賓主持，藉特定主題探索蛻變中的香港文化。

## 主持
主持順序：
星期一：胡世傑、李達寧、黃津珏、梁旭明（書情空間）
星期二：阿O（一口戲）
星期三：黃岳永 (生活黑客)
星期四：胡世傑、邵家臻 (去你度去我度)
星期五：胡世傑、梁偉詩 (文明單位)

## 外部連結
- 香港電台 （页面存档备份，存于）

| 前一節目： Albert Au 區瑞強 | 香港電台第二台節目 星期一至星期五晚上8時至9時 | 下一節目： 家有愛寵 |